# Nicolas Michel (conseiller juridique)
Pour les articles homonymes, voir Nicolas Michel et Michel.
 (mai 2016).
Si vous disposez d'ouvrages ou d'articles de référence ou si vous connaissez des sites web de qualité traitant du thème abordé ici, merci de compléter l'article en donnant les références utiles à sa vérifiabilité et en les liant à la section « Notes et références ».
Nicolas Michel, né le 7 novembre 1949 à Fribourg, en Suisse, a été secrétaire général adjoint des Nations unies au bureau des affaires juridiques des Nations unies et conseiller juridique des Nations unies. Il a fait partie du groupe de la gestion (Senior Management Group) du secrétaire général des Nations unies.

## Biographie

### Formation et carrière universitaire
Nicolas Michel obtient un Master of Arts en relations internationales de l'université de Georgetown à Washington DC et un doctorat en droit de l'université de Fribourg. En 1987, il devient professeur du droit international et du droit européen dans cette même université, poste qu'il occupe jusqu'en 2004.
En 2007, il reçoit un doctorat honoris causa de l'université Robert-Schuman de Strasbourg puis l'année suivante redevient professeur de droit international à l'université de Genève, à l'institut de hautes études internationales et du développement de Genève et à l'Académie du droit international humanitaire de Genève (ADH).

### Carrière diplomatique
Nicolas Michel devient alors conseiller juridique du département fédéral des affaires étrangères suisse (1998-2003), puis président du Comité des Conseillers juridiques du droit international public du conseil de l'Europe (2003-2004). En 2004, il est nommé président de l'institut d'études anthropologiques Philanthropos à Fribourg.
De mai 2004 à 2008, il travaille comme chef des affaires juridiques des Nations unies où il a été nommé conseiller spécial et médiateur du différend frontalier entre la Guinée équatoriale et le Gabon.